# هاچیسوکا تاکاشیگه
هاچیسوکا تاکاشیگه، (به ژاپنی: 蜂須賀隆重)؛ (تولد ۱۶۳۴- مرگ ۱۷۰۷) یک سامورایی، فرماندار قلمروی توکوشیما، در نیمه دوره ادو، اهل ژاپن بود.
عمارت اربابی هاچیسوکا تاکاشیگه در نزدیکی قلعه ادو در محله «گوفوکوباشی» (امروزه یائسو) و در کنار عمارت اربابی کیرا یوشیناکا، شخصیت اصلی حادثه آکو قرار داشت. در منبع تاریخی گوسکیکن مون کی آمده‌است که از آنجائیکه انتظار حمله چهل و هفت رونین به عمارت کیرا می‌رفت، هاچیسوکا تاکاشیگه نیز حفاظت از عمارت خود را از ترس سرایت آسیب در اثر حمله افزایش داده بود و از بالا رفتن هزینه‌های امنیتی عمارت خود شاکی بود. او سرانجام به شوگون‌سالاری درخواست داد که عمارت کیرا به یک منطقه دورتر از قلعه ادو انتقال داده شود و پس از موافقت با درخواست او بود که کیرا به دستور شوگون‌سالاری به هونجو، توکیو (منطقه سومیدا-کو، توکیو امروزی) که در آن زمان حومه شهر به‌شمار می‌آمد، نقل مکان کرد.